# وزارة الخارجية (البحرين)
وزارة الخارجية بمملكة البحرين هي أحد الوزارات الحكومة في مملكة البحرين تأسست الوزارة في 15 أغسطس 1971 وتشرف وزارة الخارجية على تنسيق تنفيذ ومتابعة السياسة الخارجية لمملكة البحرين وكما تشرف وزارة الخارجية على شؤون سفارات وسفراء البحرين لدى الدول ، وزير الخارجية حالياً هو الدكتور عبداللطيف بن راشد الزياني منذ 11 فبراير 2020.  

## وزراء الخارجية

### وزراء الخارجية منذ 15 أغسطس 1971 حتى الآن
| # | الاسم                               | الصورة | فترة تولي المنصب | فترة تولي المنصب |
| - | ----------------------------------- | ------ | ---------------- | ---------------- |
| 1 | الشيخ محمد بن مبارك آل خليفة        |        | 15 أغسطس 1971    | 29 سبتمبر 2005   |
| 2 | الشيخ خالد بن أحمد بن محمد آل خليفة |        | 29 سبتمبر 2005   | 11 فبراير 2020   |
| 3 | الدكتور عبداللطيف بن راشد الزياني   |        | 11 فبراير 2020   | حتى الآن         |

## تأسيس وزارة الخارجية
في عام 1971 صدر المرسوم الأميري ليعلن تنظيم وزارة الخارجية البحرينية ويحدد مهامها كما صدر في نفس العام المرسوم الأميري رقم (4) بشأن نظام السلكين الدبلوماسي والقنصلي حيث تتولى وزارة الخارجية تنسيق وتنفيذ كافة الشؤون المتعلقة بالسياسة الخارجية للدولة وتنظيم علاقاتها مع الدول الأجنبية والمنظمات الدولية، وتقوم برعاية مصالح مواطني البحرين وحمايتهم في الخارج وتمارس وزارة الخارجية أدوارها وفق رؤية الوزارة ورسالتها واهدافها الإستراتيجية والثانوية. وكان مقر وزارة الخارجية ضمن دار الحكومة لغاية عام 1983 حيث انتقلت بعد ذلك إلى موقعها الحالي في مبنى مستقل.

## بدايات العمل الدبلوماسي
في أعقاب تأسيس وزارة الخارجية بدأت مشاركة البحرين في مؤتمرات القمة العربية ووزراء الخارجية لجامعة الدول العربية ودورات الجمعية العامة للأمم المتحدة واجتماعات مجلس الأمن الوزارية بالإضافة إلى اجتماعات دول حركة عدم الانحياز ومنظمة المؤتمر الإسلامي ومؤتمرات القمة والاجتماعات الوزارية لدول مجلس التعاون لدول الخليج العربية.

## الهيكل التنظيمي
- أكاديمية محمد بن مبارك آل خليفة للدراسات الدبلوماسية
- قطاع التنسيق والمتابعة
- قطاع شؤون مجلس التعاون
- قطاع الشؤون القانونية
- قطاع شؤون حقوق الإنسان
- قطاع شؤون الأمريكيتين
- قطاع الشؤون الأفروآسيوية
- قطاع الشؤون الاستراتيجية
- قطاع الخدمات القنصلية
- ادارة الشؤون الإدارية
- قطاع الشؤون الأوروبية
- قطاع الشؤون العربية
- قطاع المنظمات
- إدارة الموارد المالية
- إدارة الموارد البشرية
- قطاع الاتصال

## أول السفراء
أرسلت البحرين أولى بعثاتها الخارجية إلى كل من نيويورك ولندن والقاهرة وكان الشيخ سلمان بن دعيج هو أول سفير للبحرين في لندن، أما أول بعثة دبلوماسية في الخارج، فكانت برئاسة السفير تقي البحارنة في جمهورية مصر العربية، وعمل معه الاستاذ إبراهيم علي إبراهيم، والاستاذ مصطفى كمال. وكان أول سفير للبحرين في الأمم المتحدة هو سلمان الصفار.